# Conservazione e restauro della tassidermia

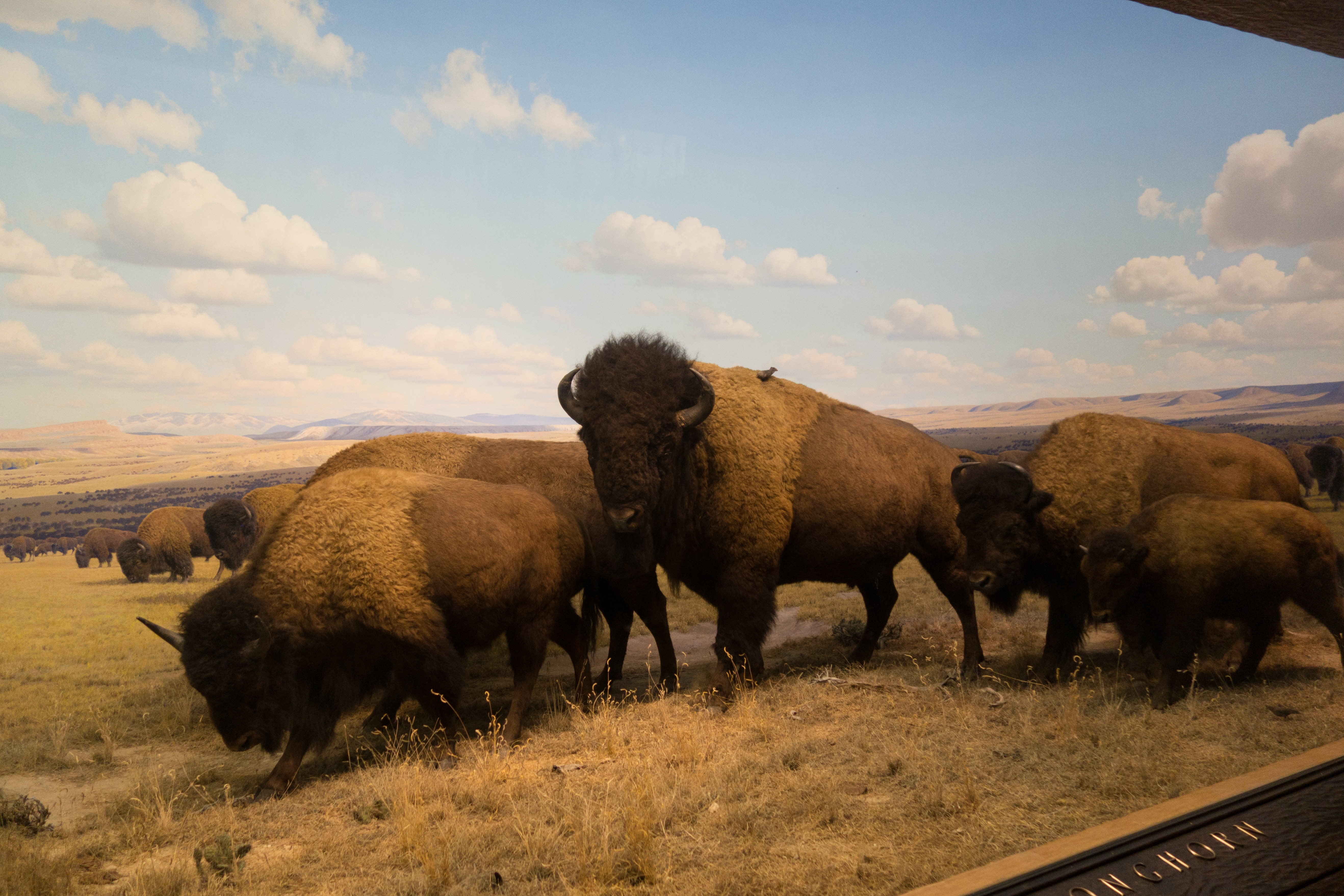
Diorama di bisonti nel 2015 dopo trattamenti estesi, Museo Americano di Storia Naturale.

La conservazione della tassidermia è il mantenimento e la conservazione continua di esemplari zoologici che sono stati montati o imbalsamati per l'esposizione e lo studio. Gli esemplari di tassidermia contengono una varietà di materiali organici, come pelliccia, ossa, piume, pelle e legno, nonché materiali inorganici, come tela, vetro e schiuma. Per la loro natura composita, gli esemplari di tassidermia necessitano di particolari cure e trattamenti conservativi per i diversi materiali.

## Tipi e usi

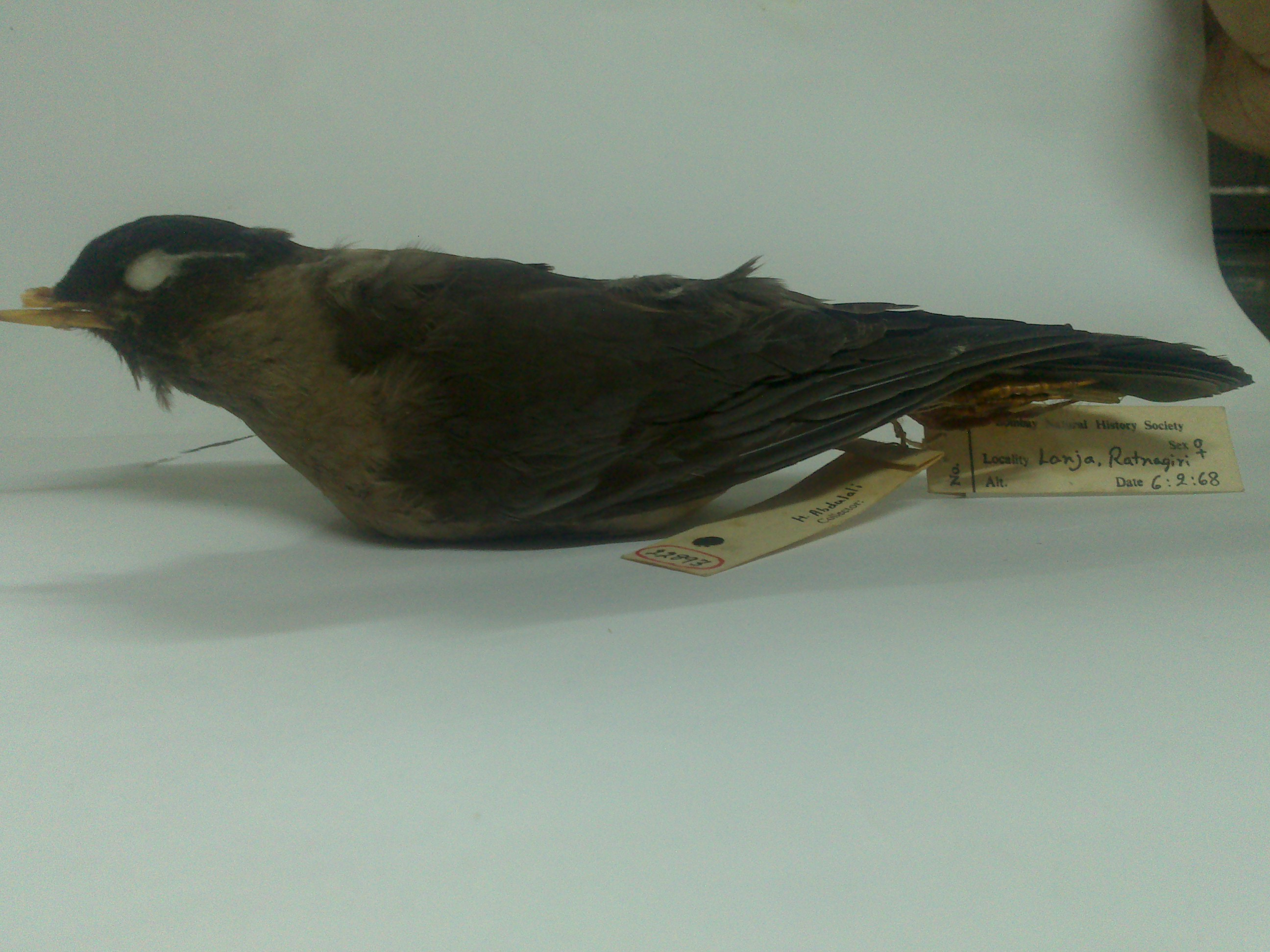
Esempio di una pelle di studio.

Gli esemplari di tassidermia tradizionale sono pelli di animali pulite e conservate che sono state montate su una forma. Le montature complete sono l'intero campione, mentre le montature sulle spalle includono solo la testa, il collo e le spalle. Le pelli di studio sono un'altra forma di tassidermia in cui le pelli di piccoli mammiferi e uccelli sono imbottite con cotone, lana o fibre sintetiche per sostenere la pelle e la forma originale del corpo. Questi sono in genere utilizzati dai ricercatori piuttosto che messi in mostra.
La tassidermia ha una storia solida e gli esemplari possono essere trovati in numerose istituzioni pubbliche e private, nonché in collezioni personali. I musei di storia naturale, gli zoo, i centri scientifici e naturali, le dimore storiche, i musei d'arte e i musei per bambini sono esempi di istituzioni che possono avere esemplari di tassidermia nelle loro collezioni. 
Anche se potrebbe non essere necessario conservare le montature o le pelli di animali comunemente presenti al di là dell'uso didattico, alcune montature tassidermiche rappresentano specie estinte o in grave pericolo di estinzione. Il Museo Nazionale di Storia Naturale dello Smithsonian ospita Martha, l'ultimo piccione migratore e alcune collezioni conservano ancora esemplari di alca impenne, una specie di uccello che si estinse nel 1844. 

## Cause del deterioramento
Come con altri tipi di collezioni, gli esemplari di tassidermia sono suscettibili agli agenti di deterioramento, inclusi parassiti, luci, temperatura, umidità e negligenza nella custodia. La conservazione, l'esposizione e la manipolazione impropria dei campioni di tassidermia possono portare a molte di queste cause di deterioramento. 

### Danni da parassiti
I parassiti, come gli scarafaggi dermestidi, le tarme dei vestiti e i roditori, possono causare danni agli esemplari di tassidermia mangiando materiali e lasciando dietro di sé gusci di larve. Gli scarafaggi dermestidi in particolare possono digerire la cheratina e si nutriranno di peli, corna e piume. I segni di un'infestazione da parassiti nella tassidermia includono piccoli mucchi di escrementi, residui ed esuvie (noti come "frass") sotto un esemplare e la perdita della pelle dalle larve in crescita. Ulteriori segni di infestazione includono segni di masticazione, perdita di pelo, pelliccia o piume sulle montature o macchie fecali. 

### Danno ambientale

#### Inquinanti
Nel corso del tempo, i campioni di tassidermia possono accumulare strati di polvere, sporco e altri inquinanti atmosferici, soprattutto se sono ospitati su scaffali aperti o esposti. Inoltre, custodie e contenitori realizzati con materiali instabili possono rilasciare gas inquinanti, come H2S, SO2, formaldeide, perossidi e acidi organici, che possono danneggiare le superfici della tassidermia. 

#### Luce
Lo sbiadimento della pelliccia, delle piume e della pelle è causato quasi esclusivamente da condizioni di illuminazione inadeguate, come l'esposizione a lungo termine alla luce ultravioletta (UV). La luce UV può provenire sia da fonti di illuminazione naturali che artificiali.

#### Temperatura
I campioni possono perdere pelo o piume se esposti ad ambienti caldi perché l'alta temperatura provoca il rilascio dei grassi residui nella pelle.

#### Umidità
I campioni di tassidermia sono particolarmente sensibili alle fluttuazioni di umidità a causa dei loro materiali compositi. Le fluttuazioni dell'umidità relativa inferiori al 40% possono causare danni maggiori rispetto alle fluttuazioni superiori al quella percentuale. Ambienti secchi con bassa umidità possono causare delaminazione o screpolature di corna, ossa e gusci di tartaruga. Inoltre, gli ambienti secchi possono causare la contrazione e il restringimento della pelle e del cuoio sulla forma di supporto, il che alla fine porta a screpolature e spaccature. L’elevata umidità e gli ambienti umidi possono favorire la crescita di muffe e attirare i parassiti. Le ossa si contrarranno e si gonfieranno a causa delle fluttuazioni di umidità, che potrebbero portare a screpolature e spaccature. Ciò può portare a ulteriori danni strutturali se le ossa vengono utilizzate come supporto all'interno del campione.

### Danni causati dall'uomo

#### Gestione impropria
È probabile che si verifichi la rottura delle appendici se i campioni non vengono maneggiati correttamente. Gli esemplari di uccelli sono particolarmente suscettibili alla rottura del collo, mentre le orecchie dei mammiferi tendono ad essere il primo componente a rompersi o sfigurarsi.

#### Imballaggio e spedizione
Data la loro forma e forma uniche, gli esemplari di tassidermia possono essere difficili da spedire e, se non imballati correttamente, possono essere facilmente danneggiati. Orecchie, colli e becchi degli uccelli possono rompersi o piegarsi durante la spedizione se non adeguatamente supportati. 

#### Furti e atti vandalici

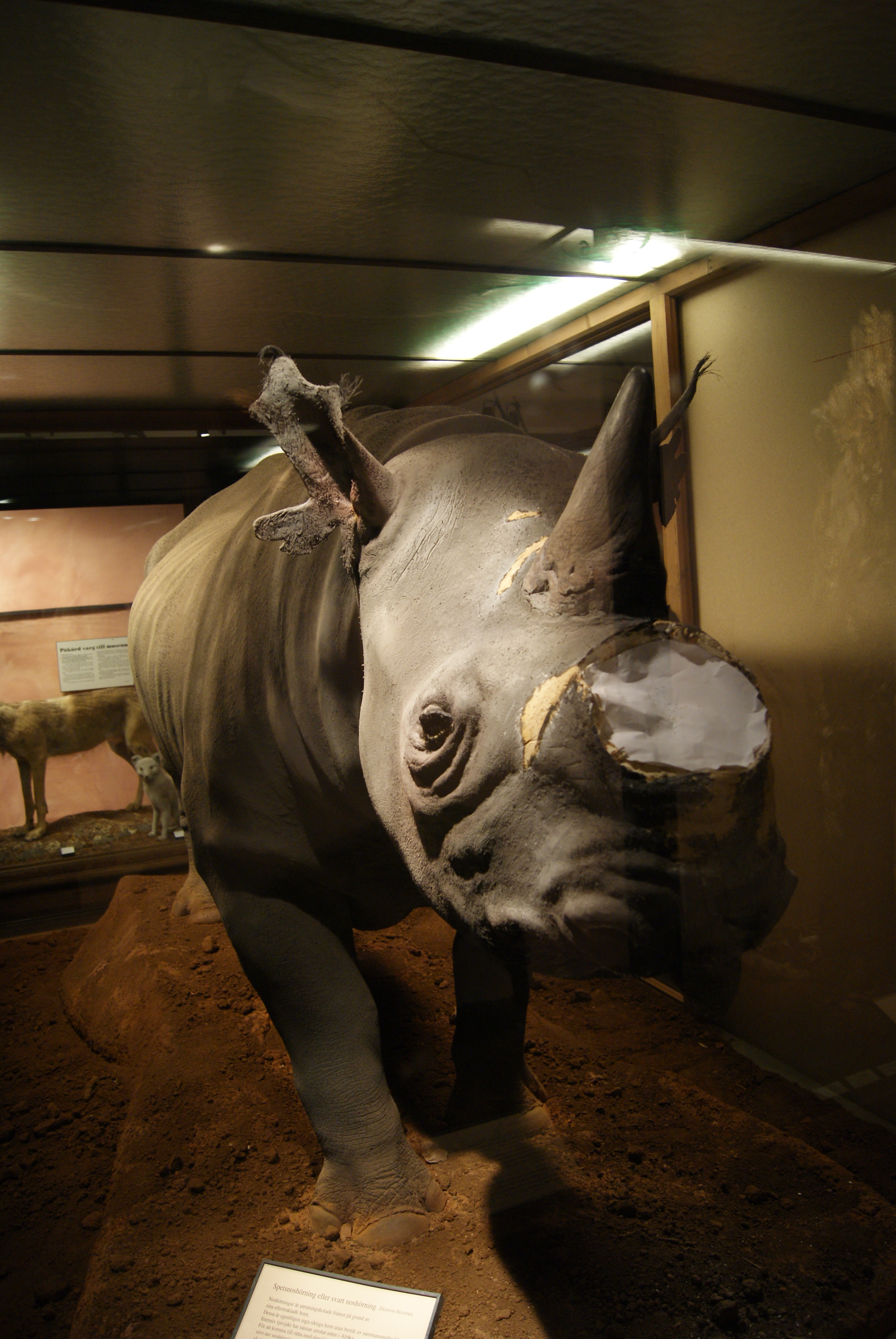
Esemplare di rinoceronte senza corno a causa di un furto.

Alcuni esemplari di tassidermia sono vulnerabili ai danni diretti da parte dell'uomo, soprattutto se la specie è associata a una parte del corpo di valore. I ladri possono scegliere di prendere solo una parte di un esemplare, il che può compromettere la sua l'integrità strutturale.

### Vizio di forma
A volte gli esemplari sono suscettibili a danni difficili da evitare e inerenti alla natura della tassidermia. I metalli, come nichel e rame, utilizzati nelle strutture e nelle forme di supporto possono reagire agli acidi grassi della pelle e causare corrosione. La gravità può anche avere un impatto negativo sui campioni di tassidermia allontanando dalla struttura principale i componenti non supportati, come code e corna, causando così strappi e rotture. Il danno gravitazionale si verifica tipicamente con gli esemplari esposti, dove le strutture di supporto non fanno parte di un diorama o di una teca. Tuttavia, le pelli di studio appese in deposito subiscono una spinta gravitazionale che provoca stiramenti e strappi delle pelli. 

## Materiali pericolosi nella tassidermia
Prima di effettuare manipolazioni estensive, esposizioni pratiche o trattamenti di conservazione, è importante testare i campioni di tassidermia per individuare materiali pericolosi. Arsenico, mercurio, naftalene, 1,4-diclorobenzene, amianto e DDT si trovano tutti comunemente nelle collezioni di tassidermia. Queste sostanze chimiche venivano usate per trattare le pelli durante la preparazione e contribuivano a ridurre i danni dovuti a muffe e parassiti. Tuttavia, possono causare seri problemi di salute e malattie negli esseri umani. I conservatori possono verificare la presenza di questi materiali pericolosi al fine di determinare il corso di trattamento appropriato. Oltre ai test, i conservatori possono anche rivedere i registri dei musei, ispezionare i campioni o esaminare le aree di stoccaggio per determinare quali materiali pericolosi potrebbero essere presenti.

## Trattamenti conservativi e di restauro
I trattamenti devono essere eseguiti da conservatori o tassidermisti qualificati. Alcuni tassidermisti hanno esperienza di lavoro con i musei e possono coordinarsi con i conservatori per preservare gli esemplari. Durante la pulizia dei campioni, è necessario indossare indumenti protettivi come guanti in nitrile, maschere antipolvere, protezioni per gli occhi e camici da laboratorio.

### Pulizia di base
Gli esemplari di tassidermia possono accumulare sporco e polvere nel tempo e potrebbero necessitare solo di trattamenti riparativi di base per essere conservati. La pulizia di base può essere eseguita regolarmente per mantenere i campioni in buone condizioni.

#### Pelliccia
La pelliccia può essere pulita delicatamente con una spazzola o un pettine a setole morbide, che aiuterà a sciogliere le particelle che si sono accumulate. Un aspirapolvere con una spazzola morbida funzionerà anche per rimuovere polvere e sporco. Per le pellicce particolarmente sporche, i conservatori possono scegliere di lavare la pelliccia dell'esemplare con acqua e un detergente delicato o sapone. Se una montatura è stata esposta al fuoco ed è ricoperta di fuliggine fine, è possibile utilizzare una spugna antifumo per pulire la pelliccia. Alcuni tassidermisti promuovono la pulizia della pelliccia con lucidante per mobili, tuttavia, questo metodo causerà l'accumulo di cera e alla fine opacizzerà il colore. 

#### Piume
Polvere e sporco possono accumularsi sulle piume e possono essere pulite manualmente. I metodi preferiti sono la spazzolatura delicata con una spazzola a setole morbide o l'aspirazione puntuale attraverso un filtro. Questi metodi lasceranno le piume in buone condizioni nel loro allineamento naturale. Tuttavia, potrebbero essere necessari solventi per pulire le piume se la polvere è trattenuta dal grasso, che può fuoriuscire dalla pelle. Se i metodi a secco falliscono, è possibile utilizzare acqua distillata, ma potrebbe essere necessario pulire la polvere più ostinata con etanolo al 70% non denaturato. Tuttavia, i solventi possono rimuovere gli oli naturali dalle piume e lasciarle fragili. 

#### Pelle
La pelle esposta su una montatura, come nasi, bocche o zampe di uccelli, può essere pulita con un panno o una spazzola in microfibra morbida. Le zampe di alcuni uccelli possono essere colorate artificialmente e non reagiscono bene se vengono applicati solventi. 

#### Oggetti in ossa e corna
Le corna che iniziano a rompersi possono essere trattate con cera d'api di grado conservativo che aiuterà a proteggerle dalla disidratazione. I becchi sono un altro componente degli esemplari di tassidermia che sono tipicamente colorati artificialmente e devono essere puliti solo con spazzole e panni morbidi. 

#### Componenti in vetro
Gli esemplari di tassidermia hanno occhi di vetro che possono essere puliti delicatamente con un detergente per vetri. 

### Tecniche di riparazione e restauro
Se un esemplare di tassidermia è stato danneggiato in modo significativo, i conservatori potrebbero dover utilizzare tecniche più approfondite e talvolta invasive per ripristinarlo. Queste tecniche possono aiutare a stabilizzare le condizioni del campione ripristinandone anche l'aspetto per essere scientificamente più accurato. Prima di intraprendere qualsiasi riparazione, i conservatori utilizzano una varietà di tecniche di imaging, come la fotografia e i raggi X, per avere una buona idea della struttura e del livello di danno del campione.

#### Riparazione strutturale
I materiali di riempimento possono essere utilizzati su campioni di tassidermia per correggere le aree di perdita. È importante che il campione sia in condizioni stabili poiché molti materiali di riempimento presentano inconvenienti che possono danneggiare ulteriormente il campione. I riempimenti sono tipicamente costituiti da un supporto in tessuto inerte combinato con resina, amido o etere di cellulosa. Ad esempio, gli esemplari di uccelli che sono stati gravemente danneggiati dai parassiti possono essere riparati con una miscela di tessuti sintetici e amido di frumento. Questa miscela viene utilizzata per riempire le aree mancanti e le piume vengono sostituite, ove possibile, con una pasta adesiva di amido di frumento. Oltre al riempimento, i campioni di tassidermia possono richiedere riparazioni strutturali. Nel caso di piccoli esemplari che hanno subito la perdita di una testa o di un'appendice, è possibile inserire una nuova armatura di filo nel campione per rimontare il pezzo rotto. L'adesivo può essere utilizzato per fissare ulteriormente il pezzo rotto al suo corpo originale. 

#### Ricolorazione della pelliccia
I coloranti complessi metallici sono stati utilizzati per ricolorare la pelliccia. Il Museo Americano di Storia Naturale ha eseguito ricerche e test approfonditi utilizzando questi coloranti per ricolorare le pellicce degli esemplari di tassidermia durante il restauro della Sala dei mammiferi nordamericani. Molti coloranti hanno un'elevata resistenza alla luce e sono più resistenti allo sbiadimento. Se applicati sulla pelliccia, consentono anche un aspetto più naturale. Un altro grande vantaggio derivante dall’utilizzo dei coloranti, rispetto ai colori acrilici, per ricolorare la pelliccia è che sono reversibili. I coloranti possono essere ridotti o completamente rimossi con l'applicazione di etanolo. Sono ancora in corso ricerche sulla resistenza alla luce e sulla fissabilità dei coloranti, nonché sulla possibilità che causino o meno il degrado della pelliccia nel tempo. 

#### Riparazione del diorama
La stampa 3D è un metodo più recente utilizzato per sostituire il fogliame in alcuni diorami perché può replicare rapidamente centinaia di foglie. 

#### Trattamenti antiparassitari
I parassiti possono essere trattati con diversi metodi, tra cui il congelamento, l'insetticida o l'anossia. Questi trattamenti aiutano a uccidere gli adulti e le larve, sebbene i campioni possano richiedere ulteriore pulizia e stabilizzazione dopo l'esecuzione.

## Cura preventiva e manutenzione
Per prolungare la vita di un esemplare di tassidermia, è necessario che musei e conservatori attuino strategie di cura e manutenzione preventive. Queste strategie aiutano a proteggere i campioni dai danni causati da umidità, temperatura, parassiti, esseri umani e altro.

### Condizioni adeguate di conservazione ed esposizione
Uno dei modi più efficaci per prevenire danni alle collezioni di tassidermia è stabilire un sistema o una procedura di monitoraggio che controlli regolarmente le condizioni dei campioni. Quando non sono esposti, i campioni di tassidermia devono essere conservati in armadietti o custodie ben sigillati. Gli armadi metallici possono essere realizzati in alluminio e/o acciaio inossidabile con rivestimento in polvere epossidica e sono efficaci nel prevenire parassiti e danni leggeri. Gli armadi in legno possono fornire una migliore protezione dalle fluttuazioni dell'umidità relativa, anche se rilasciano sostanze chimiche che potrebbero danneggiare le collezioni. Sebbene sia essenziale che armadi e custodie siano ben sigillati, dovrebbero anche consentire un flusso d'aria minimo per evitare l'accumulo di sostanze chimiche gassate o umidità all'interno del contenitore. Per i campioni di tassidermia alloggiati su scaffalature aperte, un foglio di polietilene può fornire una protezione temporanea dagli agenti inquinanti, sebbene la polvere possa accumularsi elettrostaticamente. Condizioni di illuminazione controllata con filtri UV sono importanti per ridurre lo sbiadimento nei campioni di tassidermia. Questi ultimi devono essere ruotati regolarmente per ridurre i danni dovuti alla luce. 50-100 lux è l'esposizione alla luce consigliata per la tassidermia, sebbene alcuni tipi di piume siano suscettibili a danni a 50 lux. I livelli massimi di esposizione annuale per campioni biologici, piume, pelliccia e cuoio sono 180.000 ore lux. Nell'arco di un anno, una montatura tassidermica sbiadirà della metà se esposta in condizioni di scarsa illuminazione rispetto alle stesse condizioni di illuminazione elevata. Le condizioni ideali di umidità relativa per i campioni di tassidermia sono il 40% minimo e il 55% massimo. Un sistema integrato di gestione dei parassiti è importante per gestire e monitorare i parassiti che possono danneggiare le collezioni.

### Gestione corretta
Le tecniche di manipolazione adeguate sono essenziali per proteggere i campioni da eventuali danni. I conservatori ispezioneranno gli esemplari di tassidermia per segni di debolezza o parti staccabili prima di spostare l'oggetto. È importante che chiunque maneggi la tassidermia rimuova gioielli, come orologi, anelli o braccialetti, che potrebbero graffiare o impigliare parti del campione. Se il campione di tassidermia è montato su una base o in un vassoio, è preferibile maneggiare solo la base o il vassoio durante lo spostamento dell'oggetto, piuttosto che il campione stesso. I conservatori utilizzeranno anche un supporto secondario, come un'imbottitura, per sostenere l'esemplare di tassidermia durante il trasporto. Indossare guanti di nitrile durante la manipolazione dei campioni aiuta a prevenire il trasferimento di olio e sudore. 

### Imballaggio e spedizione
Le basi dei supporti di tassidermia devono essere fissate a un contenitore di spedizione con viti, cinghie, graffette o nastri, con materiali di imballaggio leggeri e sciolti che sostengono la struttura del campione. Ciò mantiene stabile il campione durante la spedizione e informa il destinatario in che modo è orientato il campione all'interno del contenitore. Inoltre, è possibile utilizzare sacchetti di polistirolo o polietilene per coprire i campioni di tassidermia durante la spedizione. 

## Esempi

### Sala dei mammiferi del Museo Americano di Storia Naturale

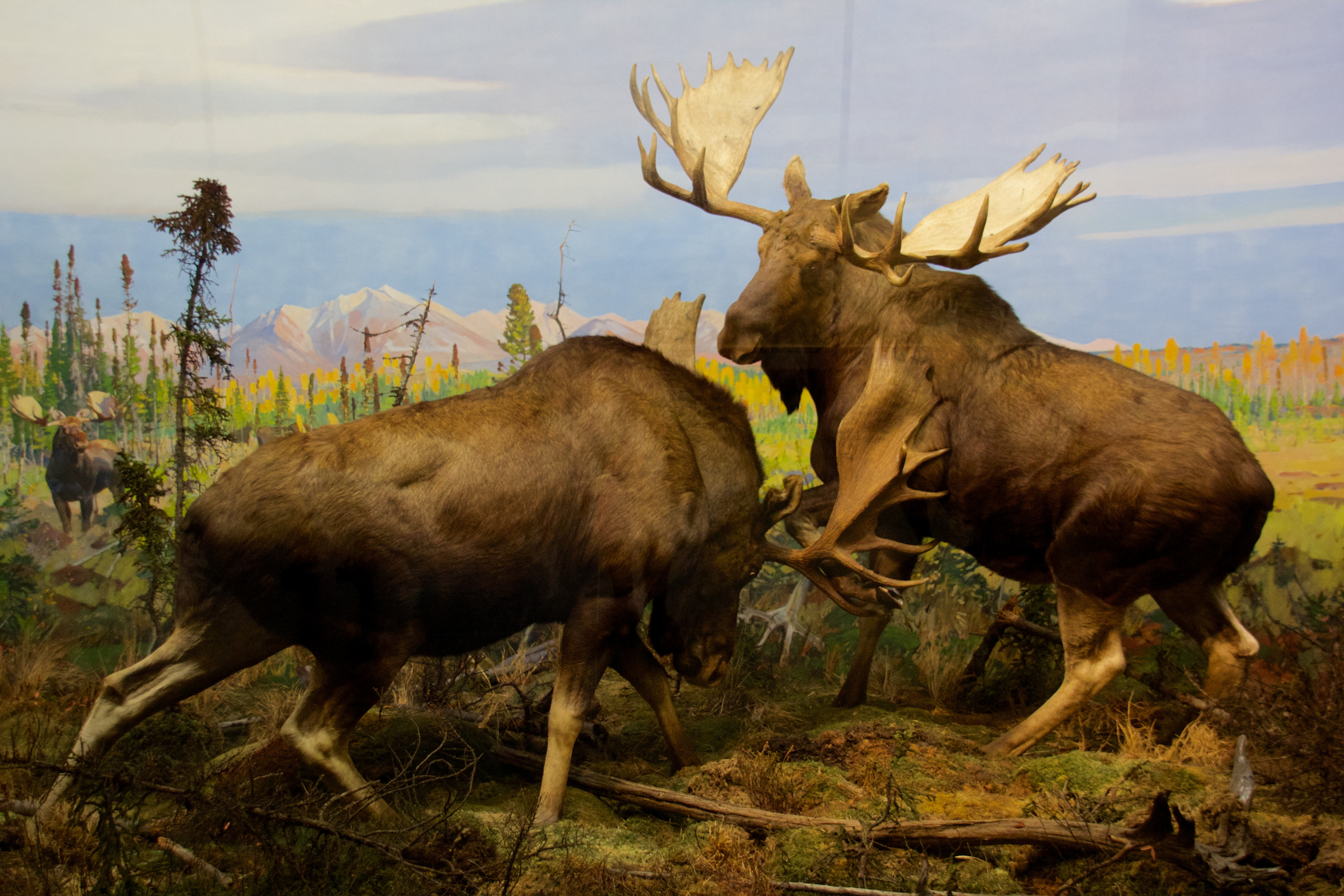
Diorama dell'alce dell'Alaska al Museo Americano di Storia Naturale nel 2012, dopo un restauro.

Nel 2011-2012, il Museo Americano di Storia Naturale ha intrapreso il restauro di 43 diorami nella sua Bernard Family Hall of North American Mammals. Oltre a riparare le montature, i conservatori hanno lavorato al restauro delle scenografie e degli sfondi dei diorami. Per restaurare le montature e gli esemplari tassidermici, i conservatori rimossero gli animali più piccoli dai diorami e costruirono impalcature temporanee attorno agli animali più grandi, come il bisonte da 500 libbre (circa 227 kg). Molte delle montature più grandi sono fissate alla custodia del diorama e non possono essere spostate facilmente senza rischiare ulteriori danni. Uno degli obiettivi principali del progetto era ripristinare l'accuratezza scientifica degli esemplari, compresa la colorazione della pelliccia. I conservatori del museo hanno testato e sviluppato un nuovo metodo di trattamento per ricolorare le pellicce che utilizza coloranti metallici invece dei materiali tradizionali, come vernici e tinture per capelli. Altri dettagli degli esemplari sono stati aggiornati e restaurati: i baffi del puma sono stati sostituiti con aculei di porcospino per dare al viso un aspetto più pieno e le vene sono state aggiunte alle orecchie della lepre dell'antilope per dare un aspetto realistico. Per proteggere gli esemplari di tassidermia e i diorami restaurati, in tutta la sala dei mammiferi sono state installate luci con filtro UV. 

### "Owney" del Museo Postale Nazionale

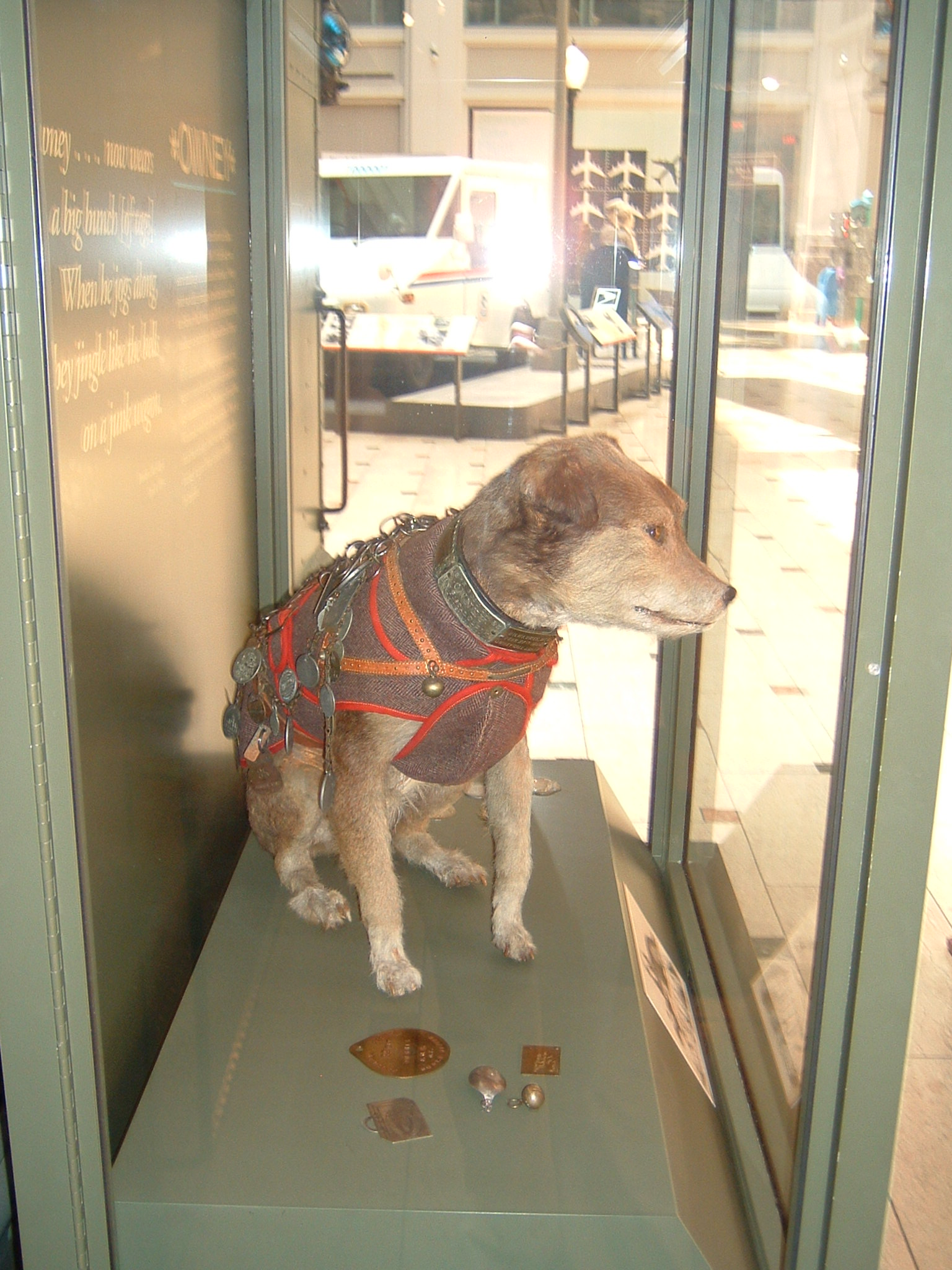
Owney, prima dei trattamenti.

Nel 2011, il National Postal Museum dello Smithsonian ha restaurato il suo amato "Owney", la mascotte canina del Railway Mail Service (un importante servizio di trasporto postale negli Stati Uniti dalla metà del XIX secolo fino alla metà del XX secolo). Owney fu tassidermizzato nel 1897 e aveva subito precedenti tentativi di restauro. Utilizzando nuovi metodi e trattamenti, i conservatori hanno rimosso polvere, accumuli di cera, vernice e tracce di arsenico. Hanno anche rimodellato il suo volto per renderlo più accurato sulla base delle prove fotografiche, oltre a sostituire il suo giubbotto con un'imbracatura di cuoio più accurata. Come risultato del restauro, la pelliccia di Owney è più folta, la sua coda è più soffice e ha un aspetto storicamente più accurato. 

### Il cavallo di Napoleone "Vizir"
Con quasi 200 anni, Vizir era uno dei cavalli di Napoleone Bonaparte e la sua montatura è stata esposta al Musée de l'Armée di Parigi. Il cavallo mostrava notevoli segni di deterioramento ed è stata lanciata una campagna per finanziarne il restauro. Conservatori e tassidermisti lavoravano per reidratare la pelle, riparare gli strappi del corpo e ripristinare la colorazione della pelliccia. Una volta completati i trattamenti, Vizir è stato posto in una teca a clima controllato per prevenire ulteriori deterioramenti. 

### Henry l'Elefante
Lo Smithsonian National Museum of Natural History ha rinnovato la sua rotonda principale nel 2015 e restaurato il suo elefante centrale, Henry, che è in mostra dal 1959. Sono stati eseguiti restauri precedenti, incluso uno negli anni '70 che prevedeva la sostituzione delle zanne con repliche in fibra di vetro per ridurre lo stress sul campione. L'elefante è stato spolverato e aspirato per rimuovere i detriti, quindi sono state utilizzate cere per riempire le crepe ed effettuare altre riparazioni. La pelle è stata ristrutturata e ricolorata per assomigliare più da vicino alla pelle di un elefante vivo.